# Côte du Maquisard
Côte du Maquisard is een heuvel in de Ardennen die vooral bekend is als beklimming in de wielerklassieker Luik-Bastenaken-Luik. Hij is gelegen in de gemeente Theux en gaat geheel over de N697 vanuit Spa westwaarts naar La Reid. De beklimming volgt meestal op de Col du Rosier en wordt gevolgd door La Redoute, soms via de Mont Theux.
Côte de la Roche-en-Ardenne · Côte de Saint-Roch · Côte de Mont-le-Soie · Côte de Wanne · Côte de Stockeu · Côte de la Haute-Levée · Côte du Rosier · Côte du Maquisard · Côte de la Redoute · Côte de Sprimont · Côte des Forges · Côte de la Roche-aux-Faucons

Voormalige beklimmingen: Côte de Ny · Mont-Theux · Côte de la Vecquée · Côte de Colonster · Côte du Sart-Tilman · Côte de Saint-Nicolas · Côte de la Rue Naniot · Ans